# Tom Cleverley
Tom Cleverley (sinh ngày 12 tháng 8 năm 1989) là cựu cầu thủ bóng đá chơi ở vị trí tiền vệ trung tâm. Hiện Tom Cleverley đang là huấn luyện viên tạm quyền của câu lạc bộ Watford.
Sau khi bắt đầu sự nghiệp của mình trong màu áo đội trẻ của Bradford, Cleverley gia nhập Manchester United ở tuổi 12. Từ năm 2007 đến 2009, anh chơi cho đội dự bị của Manchester United, và đôi lúc được xuất hiện trong đội hình một của đội ở một số trận giao hữu. Cleverley sau đó được đem cho đội bóng ở League One là Leicester City mượn vào đầu năm 2009, nơi mà anh có trận đấu chuyên nghiệp chính thức đầu tiên, góp công giúp đội bóng vô địch League One và thăng hạng lên Championship. Mùa giải 2009-2010 anh chơi cho Watford ở Championship theo bản hợp đồng cho mượn. Tại đây anh đã ghi 11 bàn trong 33 trận và được bình chọn là Cầu thủ xuất sắc nhất mùa giải của đội bóng. Ngày 31 tháng 8 năm 2010, Cleverley tiếp tục được đội bóng chủ quản Manchester United cho Wigan Athletic mượn đến hết mùa giải 2010-2011. Trong màu áo của Wigan, anh ghi được 4 bàn thắng trong 25 lần ra sân và giúp họ tránh khỏi việc xuống hạng vào ngày cuối cùng của mùa giải. Anh trở lại Manchester United vào đầu mùa giải 2011-12 và có trận đấu chính thức đầu tiên cho Quỷ đỏ trong chiến thắng ở trận Siêu cúp nước Anh trước Manchester City với tỷ số 3-2.

## Sự nghiệp câu lạc bộ

### Khởi nghiệp
Cleverley sinh ra ở Basingstoke, Hampshire, nhưng lớn lên tại Bradford, West Yorkshire. Sau đó anh theo học tại trường trung học Hanson.[3] Cleverley là một thành viên nổi bật của đội trẻ Bradford và đã gia nhập Manchester United dưới dạng thử việc khi anh mới 11 tuổi vào mùa hè tháng 7 năm 2000. Trong suốt mùa giải 2005-2006, anh được thi đấu 9 trận dưới màu áo đội U18 của Manchester United. Cleverley sau đó có tên trên ghế dự bị của đội dự bị Manchester United trong chiến thắng sân khách 4-1 trước Everton vào ngày 21 tháng 2 năm 2006. Trận đấu chính thức đầu tiên cho đội dự bị của anh là trận hòa 0-0 với Bolton trên sân khách gần một năm sau đó, vào ngày 15 tháng 2 năm 2007, khoảng thời gian mà Cleverley đã có một vị trí thường xuyên trong màu áo đội U18. Tuy nhiên, chỉ hơn một tháng sau đó, anh gặp phải một chấn thương dài hạn và phải rời xa sân cỏ 7 tháng.
Cleverley trở lại thi đấu vào tháng 10 năm 2007 trong trận đấu kết thúc với tỉ số hòa 1-1 giữa đội dự bị của Manchester United và đội dự bị của Liverpool. Mùa giải 2007-2008 đánh dấu vai trò quan trọng hơn của Cleverley trong đội hình dự bị của Manchester United, với 21 trận thi đấu và giúp đội bóng vô địch Cúp vô địch Manchester và Cúp vô địch vùng Lancanshire, giải đấu mà anh đã ghi bàn vào lưới Liverpool trong trận chung kết. Anh có bàn thắng đầu tiên trong màu áo Manchester United vào ngày 23 tháng 1 năm 2008 khi lập một cú đúp vào lưới Bolton trong chiến thắng 2-0 trên sân khách tại Giải dự bị Premier League. Những màn trình diễn ấn tượng cho đội dự bị giúp anh có được chiếc băng đội trưởng của đội khi đội trưởng Sam Hewson thường xuyên vắng mặt vì chấn thương. Không những thế, anh còn được đề cử cho giải thưởng Denzil Haroun cho Cầu thủ xuất sắc nhất năm của đội dự bị, tuy nhiên anh lại thất bại trước Richard Eckersley sau đó.
Ghi nhận cho những đóng góp của anh với đội dự bị, vào ngày 24 tháng 7 năm 2008, Cleverley được triệu tập vào đội hình chính thức của Manchester United trong chuyến du đấu của đội tới Nam Phi và trận đấu với Portsmouth ở Nigeria. Anh có trận ra mắt đội một khi đối đầu với Kaizer Chief trong trận chung kết cúp Vodacom Challenge. Anh vào sân ở giữa hiệp để thay thế cho Rodrigo Possebon, trước khi anh ghi bàn thắng thứ ba trong số bốn bàn thắng của United sau một giờ thi đấu.
Anh trở lại với vị trí chính thức ở đội dự bị trong mùa giải 2008-2009, nhưng được trao số áo 35 ở đội hình chính thức khi danh sách đội hình một của Manchester United được công bố vào ngày 15 tháng 8 năm 2008. Anh cũng được góp mặt trên ghế dự bị của United trong hai trận đấu ở Cúp Liên đoàn Anh trước Middlesbrough và Queen Park Rangers.

## Thống kê sự nghiệp

### Câu lạc bộ
| Câu lạc bộ            | Mùa giải            | Giải đấu | Giải đấu | Cúp FA | Cúp FA | Cúp liên đoàn | Cúp liên đoàn | Châu Âu | Châu Âu | Khác | Khác | Tổng cộng | Tổng cộng |
| Câu lạc bộ            | Mùa giải            | Trận     | Bàn      | Trận   | Bàn    | Trận          | Bàn           | Trận    | Bàn     | Trận | Bàn  | Trận      | Bàn       |
| --------------------- | ------------------- | -------- | -------- | ------ | ------ | ------------- | ------------- | ------- | ------- | ---- | ---- | --------- | --------- |
| Manchester United     | 2008–09             | 0        | 0        | 0      | 0      | 0             | 0             | 0       | 0       | 0    | 0    | 0         | 0         |
| Manchester United     | 2009–10             | 0        | 0        | 0      | 0      | 0             | 0             | 0       | 0       | 0    | 0    | 0         | 0         |
| Manchester United     | 2010–11             | 0        | 0        | 0      | 0      | 0             | 0             | 0       | 0       | 0    | 0    | 0         | 0         |
| Manchester United     | 2011–12             | 10       | 0        | 0      | 0      | 1             | 0             | 3       | 0       | 1    | 0    | 15        | 0         |
| Manchester United     | 2012–13             | 22       | 2        | 4      | 1      | 1             | 1             | 5       | 0       | –    | –    | 32        | 4         |
| Manchester United     | 2013–14             | 22       | 1        | 1      | 0      | 3             | 0             | 4       | 0       | 1    | 0    | 31        | 1         |
| Manchester United     | 2014–15             | 1        | 0        | 0      | 0      | 0             | 0             | –       | –       | –    | –    | 1         | 0         |
| Manchester United     | Tổng cộng           | 55       | 3        | 5      | 1      | 5             | 1             | 12      | 0       | 2    | 0    | 79        | 5         |
| Leicester City (mượn) | 2008–09             | 15       | 2        | 0      | 0      | 0             | 0             | –       | –       | 0    | 0    | 15        | 2         |
| Watford (mượn)        | 2009–10             | 33       | 11       | 1      | 0      | 1             | 0             | –       | –       | 0    | 0    | 35        | 11        |
| Wigan Athletic (mượn) | 2010–11             | 25       | 4        | 0      | 0      | 0             | 0             | –       | –       | 0    | 0    | 25        | 4         |
| Aston Villa (mượn)    | 2014–15             | 31       | 3        | 6      | 0      | 0             | 0             | –       | –       | 0    | 0    | 37        | 3         |
| Everton               | 2015–16             | 23       | 2        | 4      | 0      | 4             | 0             | —       | —       | 0    | 0    | 31        | 2         |
| Tổng cộng sự nghiệp   | Tổng cộng sự nghiệp | 182      | 25       | 16     | 1      | 10            | 1             | 14      | 0       | 0    | 0    | 222       | 27        |

Tính đến ngày 11 tháng 5 năm 2016.

### Đội tuyển quốc gia
| Anh       | Anh  | Anh |
| Năm       | Trận | Bàn |
| --------- | ---- | --- |
| 2012      | 6    | 0   |
| 2013      | 7    | 0   |
| Tổng cộng | 13   | 0   |

Tính đến ngày 19 tháng 11 năm 2013.